# Julián Padrón

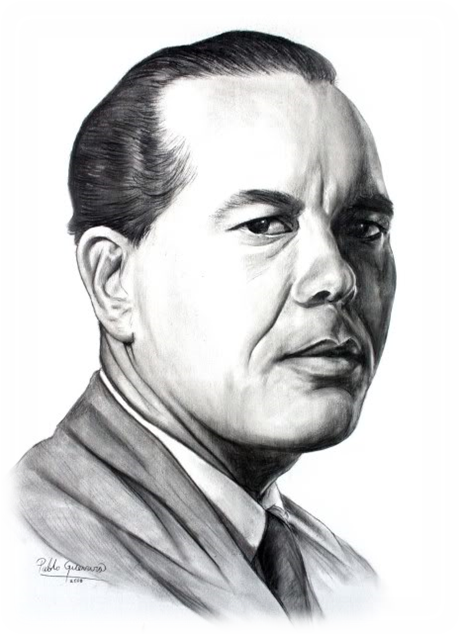
Portretul lui Julián Padrón aflat în Biblioteca Centrală din Maturín, care îi poartă numele.

Julián Padrón (n. 8 septembrie, 1910 – d. 2 august, 1954) a fost un scriitor, jurnalist și avocat venezuelean.

## Opere literare
Romane
- La Guaricha (1934)
- Madrugada (1939)
- Clamor Campesino (1945)
- Primavera Nocturna (1950)
- Este Mundo Desolado (1954)

Nuvele
- Candelas de verano (1937)

Comedii dramatice
- Fogata (1938)

Teatru
- Parásitas Negras (1939)